# Henkjan Honing
Henkjan Honing (Hilversum, 15 mei 1959) is als hoogleraar muziekcognitie verbonden aan de Universiteit van Amsterdam (UvA). Hij is sinds 2019 lid van de KNAW met als expertisegebieden kunstmatige intelligentie, diergedrag, psychologie en muziekwetenschappen.
Honing is sinds 2012 voortrekker van het interdisciplinaire vakgebied muziekcognitie dat fundamentele inzichten wil verschaffen in de rol van perceptie, emotie, geheugen, aandacht en verwachting in het luisteren naar muziek. Zijn onderzoek heeft als doel de vraag te beantwoorden wat muzikaliteit is of kan zijn, en in hoeverre we deze capaciteit delen met andere dieren, om er zo achter te komen wat de cognitief biologische bouwstenen zijn van muzikaliteit.
In 2009 verscheen zijn publieksboek Iedereen is muzikaal: wat we weten over het luisteren naar muziek dat recentelijk is vertaald in het Engels als Music Cognition: The Basics (2022, Routledge). Een online collegereeks over muziekcognitie is te zien op Universiteit van Nederland. In 2018 verschenen twee boeken: het publieksboek Aap slaat maat: op zoek naar de oorsprong van muzikaliteit bij mens en dier (2018, Nieuw Amsterdam), dat in het Engels verscheen als The Evolving Animal Orchestra: In Search of What Makes Us Musical (2019, The MIT Press), en de wetenschappelijke bundel The Origins of Musicality (2018, The MIT Press).
Honing is de vijfde winnaar van de Distinguished Lorentz Fellowship, een prijs die onderzoek stimuleert dat de kloof tussen alfa-, gamma- en bètawetenschappen overbrugt. Het Netherlands Institute for Advanced Study for Humanities and Social Sciences (NIAS) en het Lorentz Center Leiden hebben de prijs ingesteld. In 2019 werd Honing verkozen tot lid van de Koninklijke Nederlandse Akademie van Wetenschappen. In 2024 ontving Honing een Lifetime Achievement Award van de SMPC. In 2025 werd hij verkozen tot lid van de Academia Europaea.
Henkjan Honing werd geboren in Hilversum, net als zijn broers Yuri Honing en Bill Honing.